# Hans von Hammerstein-Loxten

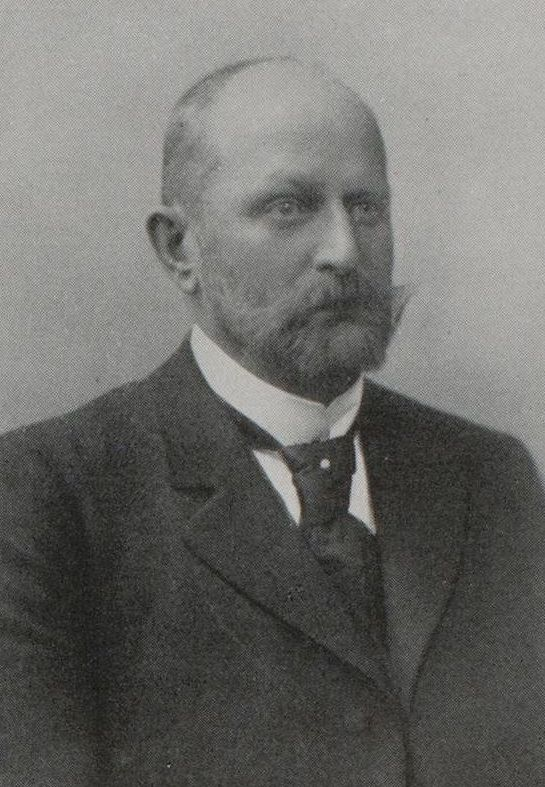
Hans von Hammerstein-Loxten

Hans Christian Friedrich Wilhelm Freiherr von Hammerstein-Loxten (* 27. April 1843 in Lüneburg; † 20. März 1905 in Berlin) war ein preußischer Beamter und Politiker. Zuletzt war er preußischer Innenminister.

## Familie

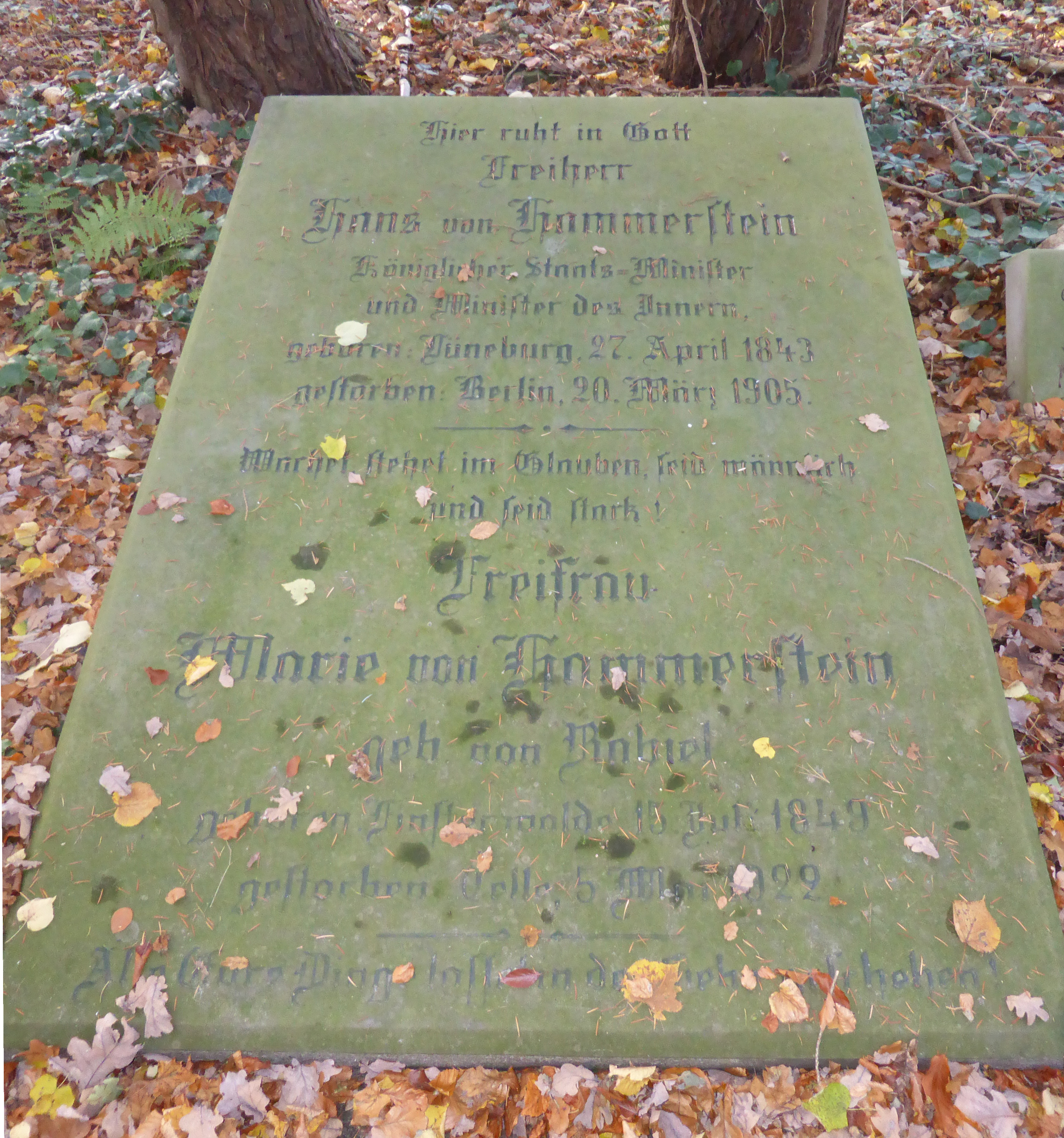
Grabmal in Steinhorst (Niedersachsen)

Er entstammte dem jüngeren Ast der Loxtener Linie derer von Hammerstein und war daher mit Ernst von Hammerstein-Loxten nur entfernt verwandt. Sein Vater Wilhelm von Hammerstein (1808–1872) war bis 1865 Minister im Königreich Hannover und danach bis 1872 Minister in Mecklenburg-Strelitz. Seine Mutter Julie geb. Freifrau von dem Knesebeck (1811–1889) war eine Tochter des Generals Friedrich August Wilhelm von dem Knesebeck.
Hans von Hammerstein heiratete am 14. September 1872 Marie Elisabeth Charlotte von Rabiel (1849–1922), der Tochter von Friedrich von Rabiel, mit der er sechs Kinder hatte. Sein Sohn Wilhelm Freiherr von Hammerstein-Loxten (1873–1932) erbte sein Gut in Steinhorst. Sein Sohn Günther Freiherr von Hammerstein-Loxten (1885–1963) war seit 1932 Vorstandsmitglied der Zentrale der Entschuldungsverbände des deutschen Ostens GmbH in Berlin.

## Berufliche Laufbahn
Hans von Hammerstein-Loxten besuchte die Gymnasien in Hannover und Verden (Aller) und studierte ab 1861 Rechtswissenschaften in Heidelberg, Bonn und bis 1864 in Göttingen. In Heidelberg wurde er Mitglied des Corps Vandalia. 1864 bestand er in Hannover das Auditorexamen, anschließend war er als Auditor (Referendar) in Iburg, Geestemünde, Osnabrück, Freren und Wittlage. 1866 wurde er Bundeskriegskommissar der Hannoverschen Armee. Nach der Annexion von 1866 trat er in den preußischen Justizdienst und nach dem Deutsch-Französischen Krieg in den Dienst der Justiz von Elsaß-Lothringen über. Er war ab 1869 Assessor bei der Regierung in Koblenz, 1870 beim Generalgouvernement in Nancy, ab Februar 1871 beim Generalgouvernement in Straßburg und wurde im April 1871 zum Kreisdirektor im Kreis Colmar ernannt. Später wechselte er in die Verwaltungslaufbahn. Zwischen 1878 und 1883 war Hammerstein-Loxten Kreis- und Polizeidirektor in Mülhausen. Danach wurde er bis 1901 Bezirkspräsident des Bezirks Lothringen mit Sitz in Metz. Im Jahr 1896 wurde er zum Wirklichen Geheimen Oberregierungsrat ernannt. Von Mai 1901 bis zu seinem Tod war Hammerstein-Loxten preußischer Innenminister. Außerdem war er Mitglied des Staatsrates und Bevollmächtigter zum Bundesrat.
Hammerstein-Loxten vertrat in der Polenpolitik einen harten Kurs. Polizei und Verwaltung wurden insbesondere in den östlichen Provinzen strikt antipolnisch ausgerichtet. Durch die Ansiedlungspolitik sollten polnische Gebiete germanisiert werden. Die von ihm mit durchgesetzte Sprachenpolitik führte 1906 zum Wreschener Schulstreik. Hammerstein-Loxten handelte zwar grundsätzlich im Sinne von Bernhard von Bülow, aber die kompromisslose Art des Innenministers ging dem Ministerpräsidenten oft zu weit.
Hans von Hammerstein-Loxten verstarb am 20. März 1905 in Berlin und wurde auf seinem Gut in Steinhorst bestattet.
Nach Hammerstein-Loxten wurde in Berlin die Hammersteinstraße benannt – zusammen mit anderen Straßen, die im Zusammenhang mit der Verwertung der Domäne Dahlem preußischen Ministern gewidmet wurden.